# Bock József (borász)
Bock József György (Kisjakabfalva, 1948. május 7. –) magyar borász, a számos díjat nyert Bock Pince Kft. ügyvezetője, a villányi borvidék egyik legsikeresebb bortermelője. Az Év Borásza címet 1997-ben nyerte el, 2007-ben pedig a Magyar Köztársasági Érdemrend Lovagkeresztjével tüntették ki. A Bock Pince 2007-ben az Év Pincészete, 2014-ben pedig Magyarország Legszebb Szőlőbirtoka címet nyerte el.

## Kezdetek
Bock József 1948. május 7-én született Kisjakabfalván, egy Villány melletti kis faluban. Az általános iskolát Villányban végezte, majd lakatos szakmát szerzett. Ezt követően gépipari technikumot végzett.
1992-ig egy villányi vállalatnál dolgozott középvezetőként (művezető-gyártáselőkészítő), de mint minden villányi, a munka után ő is a szőlőben folytatta a napot.

## Szakmai pálya

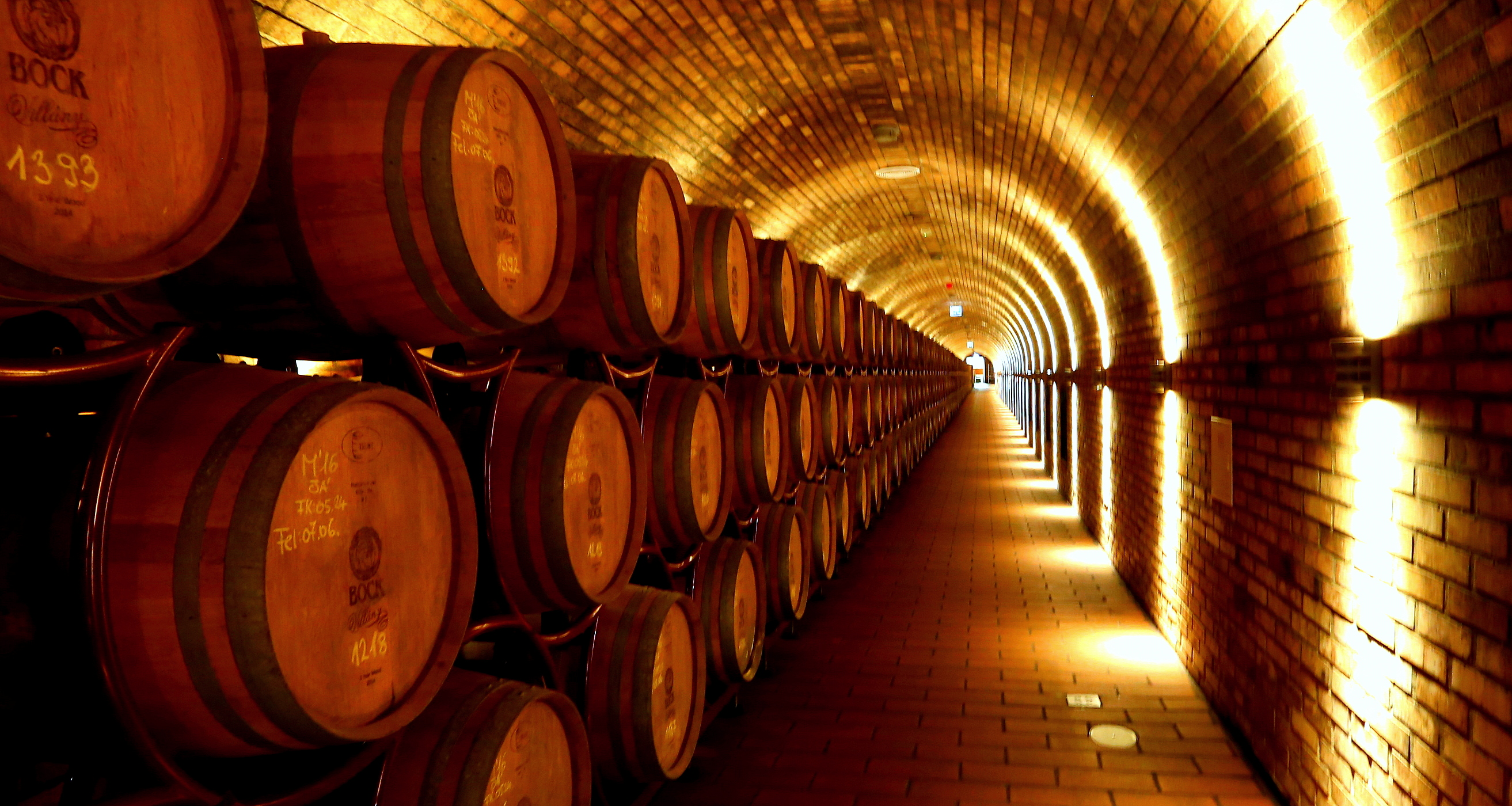
Bock Pince Villányban

Bock József édesapja halála után, 1981-ben kezdett el önállóan bort készíteni de már 1958 óta kapcsolatban van a szőlővel, hiszen édesapja ekkor vásárolta vissza a Jammertál dűlőben lévő ősi családi birtokot. Egy évtizeden át még másodállásban volt bortermelő, és 1976-1981 között szőlőoltvány-termeléssel is foglalkozott. A szüleitől tanulta meg a munkaszeretetet, amit folyamatosan hasznosított a szőlőben és a pincében is. Ennek a háttérnek köszönhetően első önállóan készített bora jól vizsgázott. Eredményesen szerepelt a helyi és országos borversenyen (arany). Ez további erőt és lelkesedést adott számára a munkához. A növekvő terület és a sikerek hatására úgy döntött, hogy főállásban foglalkozik a szőlővel és a borral.
1987-ben kezdte palackozni borait. Kezdetben a Baranya megyei Hungary Hotels egységeibe, 1992-től budapesti éttermekbe és szállodákba, valamint kisebb mennyiségben exportra is szállított.
1994-ben a Vinagora Nemzetközi Borversenyen Champion díjjal jutalmazták az 1991-es évjáratú Bock Cuvée-t.
A „hivatalos” borászkodástól (1991) számítva viszonylag hamar, 1997-ben lett az Év bortermelője. Ezt a kitüntetést számtalan nemzetközi és hazai elismerés előzött meg és követett.
Napjainkban a pincészet 7-800 ezer palack bort értékesít Magyarországon és a világ más országaiban. Az export aránya az értékesített borok kb. 15%-át teszi ki.

## Bock család
A Bock család 1850 óta foglalkozik szőlőtermesztéssel és borászattal a Villányi borvidéken. A bor szeretete és elkészítésének fortélyai azóta szállnak apáról fiúra, ebből nőtte ki magát mára ez a családi vállalkozás.
Napjainkban a sikerek mögött egyértelműen egy megértő feleség és stabil család áll. Bock József felesége, Valéria korábban tanítóként dolgozott, de az egyre növekvő családi vállalkozás kedvéért felhagyott hivatásával.
Természetes volt, hogy a gyerekek is a szülők által kitaposott útra lépnek, így ma már mindannyian a családi vállalkozásban tevékenykednek. Azaz elmondható, hogy a Bock márka mögött jelenleg a család 2 generációja képviselteti magát.

## Szakmai sikerek
- Vinalies Internationales 2007: Bock Capella Cuvée 2003 Aranyérem[7]
- Vinalies Internationales 2013: Bock Libra 2009 Aranyérem[8]
- X. Vinagora Nemzetközi Borverseny 2009: Bock Syrah 2007 Arany Champion Díj[9]
- Decanter World Wine Awards 2014: Bock Cuvée 2009 Aranyérem[10]
- Decanter World Wine Awards 2014: Bock Kékfrankos Selection 2012 Aranyérem[11]
- Concours Mondial Bruxelles 2006: Bock Magnifico 2003 Aranyérem[12]
- Les Citadelles Du Vin 2009: Bock Libra 2006 Aranyérem[13]
- Syrah du Monde 2008: Bock Syrah 2005 Aranyérem[14]

## Díjak, elismerések
- Év Borásza (1997)
- Magyar Köztársasági Érdemrend Lovagkeresztje (2007)[15]
- Év Pincészete (2007)
- Magyarország Legszebb Szőlőbirtoka (2014)[16]
- Magyar Agrárgazdasági Minőségi Díj (2016)[17]